# Гражданская присяга АДР
Каждое лицо, принявшее гражданство Азербайджанской Демократической Республики (АДР) должно было принести клятву верности государству в соответствии с порядком, указанным в статье VI «Закона о гражданстве Азербайджана» Парламента Республики от 11 августа 1919 года.
В присяге говорилось:
"Я (имя и фамилия), вступая в ряды граждан Азербайджана, даю слово и клянусь перед Всевышним Аллахом и своей совестью, что буду свято блюсти свою верность Азербайджану, не признаю после этого другой Родины, кроме него, неукоснительно буду исполнять все обязательства гражданина Азербайджана, буду искренне работать во имя процветания Азербайджана, пожертвую во имя Азербайджана свои силы, имущество, и при надобности, даже жизнь. Пусть Аллах будет свидетелем моей клятвы".